# Residenzpalais (Kassel)

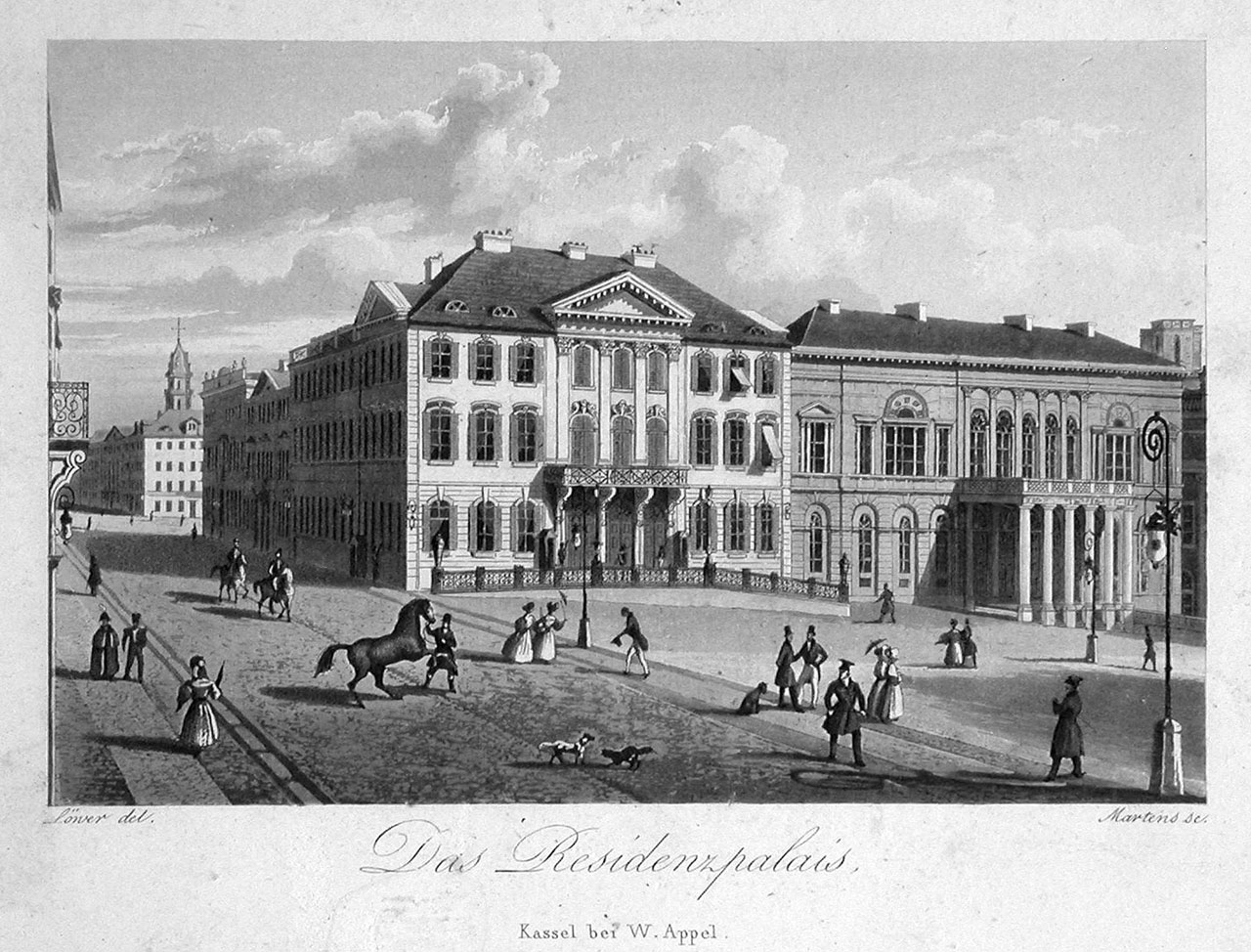
Residenzpalais um 1840

Als Residenzpalais wurde ein Komplex aus drei Gebäuden bezeichnet, die ehemals das kurfürstliche Residenzpalais darstellten. Der Gebäudekomplex befand sich am Friedrichsplatz und der Oberen Königsstraße. Er bestand aus den folgenden Gebäuden:
- Rotes Palais ▼
- Weißes Palais ▼
- Palais Reichenbach (bis 1881 und dann verkauft) ▼

Alle Gebäude wurden während der Luftangriffe auf Kassel im Zweiten Weltkrieg weitgehend zerstört. Vom Roten Palais ist noch der Portikus erhalten geblieben.